# Дерби Паулиста

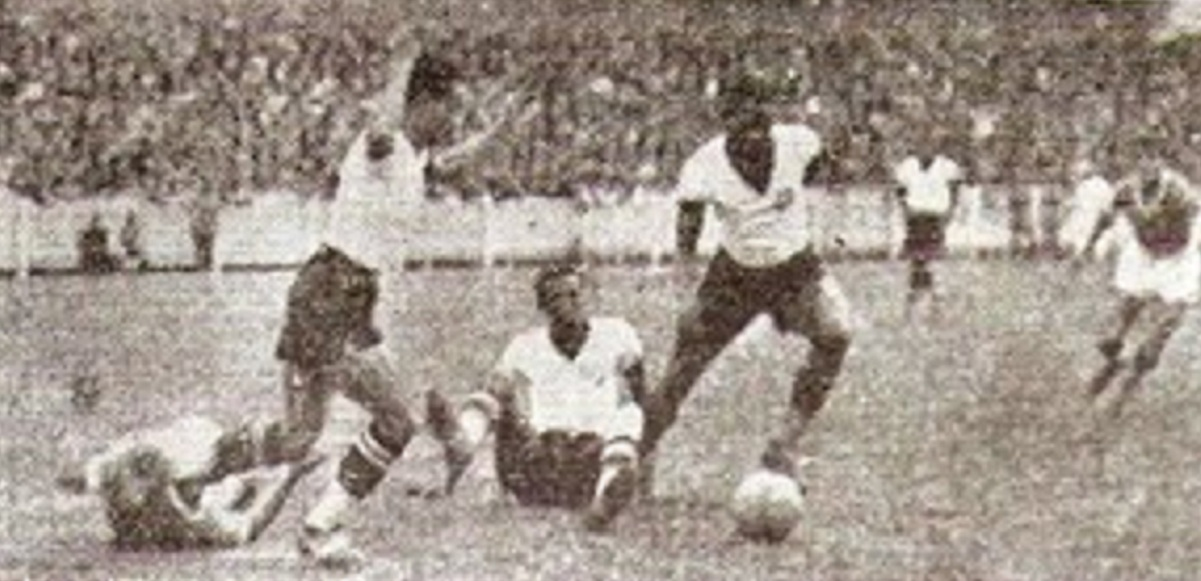
«Коринтианс» — «Палестра Италия», 1938 год

Дерби Паулиста (порт.-браз. Derby Paulista) — общепринятое название противостояния (класико) бразильских футбольных клубов «Коринтианс» и «Палмейрас». Оба клуба представляют город Сан-Паулу, административный центр одноимённого штата. Прилагательное и этнохороним жителей этого штата — «паулиста», «паулистас», то есть буквальный перевод названия противостояния — «дерби штата Сан-Паулу». Термин придумал местный журналист итальянского происхождения Томмазо Маццони. Альтернативное название — «Великое дерби» (O Grande Derby).
По версии ряда СМИ, «Дерби Паулиста» относится к числу самых принципиальных противостояний в мировом футболе. Так, CNN поставила это противостояние на девятое место. По состоянию на 2016 год, этот матч находится на 18 месте в списке дерби специализированного сайта footballderbies.com.
Эти две команды вместе с «Сан-Паулу» и «Сантосом» образуют традиционную большую четвёрку клубов штата Сан-Паулу. «Коринтианс» — второй по популярности клуб Бразилии после «Фламенго» и самый популярный в штате. «Палмейрас» — третий по популярности клуб в штате и четвёртый — в Бразилии.

## История

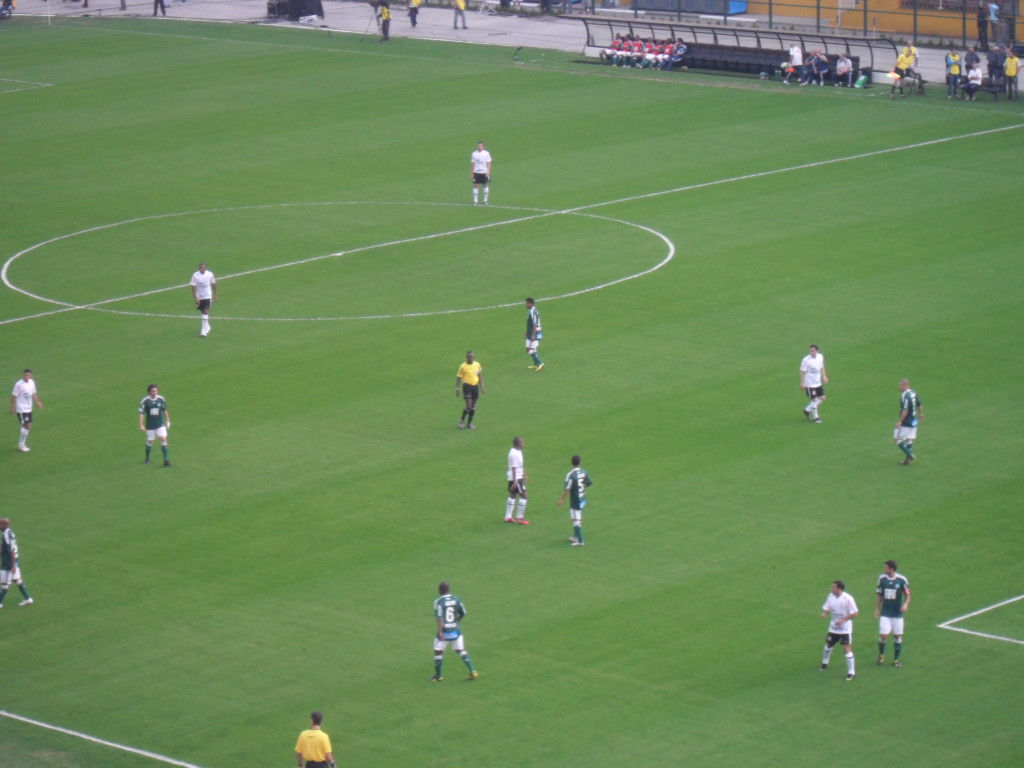
Стадион «Пакаэмбу», матч 2010 года между «Палмейрасом» и «Коринтиансом».

«Коринтианс» был основан в Сан-Паулу в 1910 году. Спустя четыре года итальянцы организовали «Палестру Италию», и некоторые члены «Коринтианса» перешли после этого в новый клуб, который в 1943 году на волне антиитальянских настроений был переименован в «Палмейрас».
Первая игра между командами состоялась 6 мая 1917 года на Парк Антарктике, и завершилась победой «Палестры Италии» 3:0. Четырежды на играх между «Коринтиансом» и «Палмерасом» присутствовало свыше 100 тыс. зрителей, ещё 11 раз на «Морумби» собиралось более 90 тыс. человек. Рекордный показатель был зафиксирован 22 декабря 1974 года — 120 902 зрителя.
Наиболее крупную победу в истории противостояния одержали футболисты «Палмейраса» — 5 ноября 1933 года они разгромили «чёрно-белых» со счётом 8:0 в матче, который шёл в зачёт одновременно Лиги Паулисты и Турнира Рио-Сан-Паулу. 18 января 1953 года команды забили друг другу 10 голов, а игра Лиги Паулисты завершилась гостевой победой «тимау» 6:4. Лучшим бомбардиром «Дерби Паулисты» является Клаудио Пиньо, забивший 21 гол в ворота «Палмейраса». Лучшим же «гвардейцем» является Адемир да Гия, сыгравший за «Палмейрас» в 57 дерби.
«Палмейрас» с девятью трофеями является наиболее титулованным клубом Бразилии с точки зрения числа побед в чемпионах страны. «Коринтианс» — шестикратный чемпион Бразилии, что является третьим показателем в истории. Однако «Коринтианс» — рекордсмен по числу выигранных титулов чемпиона штата Сан-Паулу, тогда как «Палмейрас» делит с «Сантосом» второе место. На международной арене оба клуба по разу выигрывали Кубок Либертадорес, но «Коринтианс» при этом дважды выигрывал Клубный чемпионат мира — в 2000 году на правах чемпиона страны-организатора турнира. С другой стороны, у «Палмейраса» есть в активе победа в первом розыгрыше Кубка Меркосур.
С 1909 год по 2016 год команды в общей сложности встречались 352 раза. «Коринтианс» одержал 120 побед, «Палмейрас» — 125, вничью команды сыграли 107 раз. Разница мячей — 467:508 в пользу «Палмейраса».
Последняя игра между соперниками состоялась 17 сентября 2016 года в рамках чемпионата Бразилии, и завершилась она гостевой победой «Палмейраса» со счётом 2:0.

## Лучшие бомбардиры
Самые славные бомбардирские достижения приходятся на середину XX века. Лучшим бомбардиром в истории Дерби Паулисты является Клаудио Пиньо, забивший 21 гол в ворота «Палмейраса». Лучшим бомбардиром-«вердау» является Эйтор Домингес с 14-ю забитыми мячами. Он выступал за свою команду в 1910-30-е годы.
- Клаудио Пиньо — Коринтианс: 21 голов
- Балтазар — Коринтианс: 20 голов
- Луизиньо — Коринтианс: 19 голов
- Телеко — Коринтианс: 15 голов
- Эйтор Домингес — Палмейрас: 14 голов
- Мирандинья — Коринтианс: 14 голов
- Сезар Малуко — Палмейрас: 13 голов
- Марселиньо Кариока — Коринтианс: 13 голов
- Ромеу — Палмейрас: 13 голов.

## Статистика
| Матч                   | И   | В   | Н   | П   | ГЗ  | ГП  |
| ---------------------- | --- | --- | --- | --- | --- | --- |
| Коринтианс — Палмейрас | 361 | 127 | 107 | 127 | 481 | 516 |